# Stéphanie Schlesser
Stéphanie Schlesser (1993. december 17. –) belga színésznő, énekesnő.

## Életpályája
1993-ban született Belgiumban. Édesanyja magyar, édesapja luxemburgi származású. 10 éves korában kezdett énekelni és táncolni. 2014-ben diplomázott a párizsi Nemzetközi Musical Akadémián (AICOM). Rendszeresen szerepel musicaleben a világ több országában. Magyarországi első szerepe a SingSingSing című musicalshowban volt 2015-ben, amelyet az Aida főszerepe követett. 2017-ben megkapta a We will rock you című musicalben Scaramouche szerepét.

## Fontosabb színházi szerepei
- Elton John – Tim Rice: Aida – Aida (Soproni Petőfi Színház, 2018)[6]
- Queen – Ben Elton: We will rock you – Scaramouche (PS Produkció, 2017)[2]
- Szarka Gyula – Szálinger Balázs: Zenta 1697- Julie Fayol, Eric Fayol francia hadmérnök lánya (Soproni Petőfi Színház, 2019)[6]
- Miklós Tibor – Várkonyi Mátyás: Sztárcsinálók rockopera – Ulika (PS Produkció, 2020)[2]
- Szente Vajk – Galambos Attila – Juhász Levente: Puskás – Klára (Győri Nemzeti Színház, 2021)[7]
- Lionel Bart: Oliver! – Nancy (Pesti Magyar Színház, 2022)[8]